# Arina Avram
Arina Avram (n. 1961, Târgu Jiu, Gorj, România) este o scriitoare și jurnalistă română.

## Viața
Arina Avram s-a născut în Târgu Jiu. Mama ei, Elena, profesoară de Limba Română, este originară din Gorj. Tatăl, Gheorghe, de profesie inginer, a cunoscut-o în timp ce lucra în zonă. El era originar din Dâmbovița. A încetat din viață la 12 martie 2010, în vârstă de 79 de ani. Bunicul matern a fost învățător, a luptat în Al Doilea Război Mondial și a fost decorat. Străbunicul din partea mamei a fost un primar vrednic în Bărbăteștii de Gorj. Părinții au ales numele Arina pentru fiica lor de la personajul principal din romanul „Zilele și nopțile unui student întârziat” de Gib Mihăescu. Parcă presimțeau că destinul ei va fi legat de lumea literelor. De la cea mai fragedă vârstă a început să scrie, cea mai mare dorință a sa fiind să devină autoare de romane . Arina Avram a obținut licența în Jurnalism la Universitarea București în 1997.
Din anul 2007 lucrează la Trustul de presă ”Adevărul Holding”. A mai lucrat la ziarele: Evenimentul zilei (1992–1996), unde a debutat sub îndrumarea criticului literar George Pruteanu, Cotidianul (1996–1998), Național (1998–2007). A colaborat la TVR, Radio Cultural.

## Carieră
Scriitoare cu activitate complexă, Arina Avram a abordat aproape toate genurile literare, de la roman, proză scurtă, poezie, carte pentru copii, dar a publicat și lucrări de non-ficțiune și a tradus un roman celebru din limba engleză. S-a remarcat îndeosebi datorită romanului ”Coincidența ca număr de aur”, publicat de editura All (Allfa), și a enciclopediilor de mare tiraj: ”Femei celebre”, propusă de cititori pentru topul celor mai bune cărți publicate în 25 de ani de existență ai Editurii All, ”Femei celebre din România”, ”Mari minuni, mari mistere” și ”Enciclopedia înțelepciunii”. Romanul ”Coincidența ca număr de aur” a fost apreciat de critica de specialitate îndeosebi pentru profunzimea filosofică, dar și pentru modul în care autoarea explică în mod realist acțiunea și, nu în cele din urmă, pentru magia firului narativ(). Cărțile care s-au bucurat de cel mai mare succes, fiind citatate în lucrări științifice și într-un manual școlar, sunt Femei celebre”, ”Femei celebre din România”, recomandate de profesorul-doctor Neagu Djuvara, laureat al Academiei franceze, și ”Enciclopedia Înțelepciunii”. Enciclopedia ”Marile orașe ale lumii, a fost prezentată în cuvinte impresionante de scriitorul Horia Gârbea, care a catalogat-o drept o lucrare ce îmbină o cantitate de informatie considerabilă cu expunerea expresivă a punctelor de atracție ale fiecarei așezări. Enciclopedia ”Mari minuni, mari mistere”(), vândută și în Japonia(), a fost descrisă de presă drept un manual de supraviețuire individuală menit să ne învețe tainele și miracolul unei lumi căreia îi putem fi mai mult decât niște simpli spectatori.

## Opere
- A alerga după o stea. roman, Editura Cardinal, 1996
- Ochii timpului. Volum de poezii, Editura Cardinal, 1997
- Poveste de nea. Carte pentru copii, Editura Ion Creangă, 1999
- Povestiri șocante, povestiri adevărate - Nuvele, Editura Cronicar, București, 2003, ISBN 973-86633-5-0
- Arta de a reuși în viață Să învățăm înțelepciunea din proverbe. Enciclopedie, Editura Eforie, Bukarest, 2002; A doua ediție: Editura Tritonic, București, 2004, ISBN 973-8051-64-9
- Marile orașe ale lumii. Enciclopedie, Editura Tritonic, București, 2004, ISBN 973-8497-93-0
- Femei celebre. Mică enciclopedie. O sută de femei pentru eternitate. Enciclopedie, Editura Allfa, București, 2001, ISBN 973-9477-96-8; A doua ediție: 2002, ISBN 973-8171-04-0; 3. A treia ediție: 2007, ISBN 973-8457-66-1
- Femei celebre din România - Mică enciclopedie vol. II. Enciclopedie, Editura Allfa, București, 2005, ISBN 973-7240-40-5
- Ispita. Roman, Editura Paralela 45, Pitești, 2006, ISBN 973-697-634-3
- Mari minuni, mari mistere. Enciclopedie, Editura Allfa, București, 2009, ISBN 978-973-724-249-5
- Enciclopedia înțelelpciunii. Enciclopedie, Editura All Educatioal, București, 2010, ISBN 978-973-684-745-5
- Coincidența ca număr de aur. Roman, Editura Allfa, București, 2014, ISBN EPUB 978-973-724-821-3, ISBN PDF 978-973-724-820-6[5]
- Prima enciclopedie pe înțelesul tuturor- 2018
- Dincolo de timp, dincolo de cuprins. Roman, Editura Hasefer, București, 2020, ISBN 973-630-458-3[6]
- Why I'm Yours, even though I'm Not Yours,2022, ISBN 979-8433373860
- Más allá del tiempo, más allá del contenido,2022, ASIN B0B6D7PQYK [7]

- A fost oare sau n-a fost. Roman 2024, Editura ePublisher București, ISBN 978-606-049-629-8
- Fue o no fue, Tregolam Literatura Editorial, Madrid, 2025, ISBN 978-84-19277-62-6

## Traduceri
- 2009: Profesorul. De Charlotte Brontë Editura Allfa București 2009, ISBN 978-973-724-175-7; Profesorul

## Premii și distincții
- Premiul pentru ”Cartea de proză (roman )”  acordat de Liga Scriitorilor în anul 2024 pentru romanul ”A fost oare sau n-a fost”

- ”Cartea ”Femei celebre. Mică Enciclopedie” a fost votată între cele mai bune 25 titluri publicate de editura All